# Смирнов, Александр Иванович (партийный деятель)
Алекса́ндр Ива́нович Смирно́в (14 июня (27 июня) 1912, дер. Бычиха Шарьинского района Костромской области — 25 сентября 1997, г. Москва) — советский государственный и партийный деятель, первый секретарь Читинского обкома КПСС (1961—1973). Чрезвычайный и полномочный посол.

## Биография
В 1931 году окончил Кологривский сельскохозяйственный техникум. В 1937 году вступил в ВКП(б). В 1941 году окончил Горьковский сельскохозяйственный институт, в 1953 году — Высшую партийную школу при ЦК КПСС (заочно).
В 1933—1938 годах — старший зоотехник районного земельного отела, главный зоотехник Горьковского краевого — областного земельного отдела.
В 1938—1941 годах — начальник Горьковского областного управления животноводства.
В 1941—1942 годах — служба в РККА.
В 1943 году — секретарь Горьковского областного комитета ВКП(б).
В 1943—1947 годах — в аппарате ЦК КП(б) Украины.
В 1947—1948 годах — в аппарате Ростовского областного комитета ВКП(б).
В 1948—1951 годах — инструктор ЦК ВКП(б), заведующий Сектором по проверке партийных органов ЦК ВКП(б).
В 1951—1953 годах — помощник заведующего Сельскохозяйственным отделом ЦК ВКП(б)/ЦК КПСС.
В 1953—1955 годах — второй секретарь Читинского областного комитета КПСС.
В 1955—1961 годах — председатель Исполнительного комитета Читинского областного Совета.
В 1961—1963 годах — первый секретарь Читинского областного комитета КПСС,
в 1963—1964 годах — первый секретарь Читинского сельского областного комитета КПСС.
В 1964—1973 годах — первый секретарь Читинского областного комитета КПСС.
В 1973—1983 годах — чрезвычайный и полномочный посол СССР в Монголии.
Кандидат в члены ЦК КПСС в 1961—1986 годах. Депутат Верховного Совета СССР 6—8 созывов.
С 1983 года на пенсии.
Похоронен на Кунцевском кладбище.

## Награды и звания
Награждён 2 орденами Ленина (27 августа 1971, 14 декабря 1957), орденом Октябрьской Революции (25 июня 1982), 3 орденами Трудового Красного Знамени (22 марта .1966, 26 июня 1962, 22 декабря 1977), орденом Отечественной войны 2-й степени (11 марта 1985), медалями.